# 坡胡镇
坡胡镇，是中华人民共和国河南省许昌市长葛市下辖的一个乡镇级行政单位。位于长葛市西部，距市区10千米。长（葛）禹（州）公路横穿镇境。镇政府驻地坡东村。该镇居民以胡姓居多。

## 历史
1954年建立坡胡乡；1958年改为公社；1984年改乡；1993年建镇。面积46.6平方千米，1997年人口为5.3万。

## 地理位置
南临石固镇，北依后河镇，西接禹州市古城镇和无梁镇。

## 行政区划
坡胡镇下辖以下34个村地区：
坡中村、侯庄村、辛庄村、西杨村、西赵庄村、王昌贺村、坡马村、东胡村、拐河杨村、坡张村、坡东村、坡西村、石桥村、孟排村、张庄村、营张村、牛郑村、东刘村、翟道村、坡李村、西刘村、尹刘村、小李庄村、买桥村、苏楼村、盛寨村、石庙杨村、水磨河村、窑口村、白庄村、陶楼村、海子李村、大刘庄村和苇园村。

## 经济
坡胡镇是著名的“农机配件之乡”、长葛市粮食高产区（4.4万亩耕地）和第三产业基地。
长葛市汽车零配件专业园区2平方公里，位于西杨村彭花公路北，新庄坡村以南，东至苇园村，西至坡马村。著名企业有长葛市赛丹汽车配件制造有限公司（成立于2010年6月，注册资金500万元）。
著名企业：长葛市旭日阳光机械制造有限公司（前身为长葛市阳光机械配件厂，网络关键字“阳光机械”就是介绍的这个著名企业）就位于这个专业园区内。

## 教育
坡胡镇有22所小学和四所初级中学，初中分别为坡胡一中（位于坡东村）、坡胡二中（位于水么河村）、坡胡三中（位于西杨村）和坡胡四中（位于营张村）。